# 北京国际雕塑公园
北京国际雕塑公园是位于中国北京市石景山区石景山路2号的一座以雕塑为主题的公园。

## 简介
北京国际雕塑公园位于石景山路玉泉路口西南侧，与北侧的中国科学院大学、清华大学玉泉医院、八宝山殡仪馆及八宝山革命公墓等单位隔石景山路相对。该公园始建于2002年3月，公园西区于2002年9月建成，东区于2003年9月建成，原名“玉泉公园”，2003年10月更名为“北京国际雕塑公园”。
北京国际雕塑公园是北京市精品公园、北京市一级公园。该公园由刘秀晨设计。2002年，北京国际雕塑公园荣获北京市园林设计一等奖。北京国际雕塑公园的总面积大约为40公顷，分为东区、西区。东区为城市广场区，西区为自然山水区，两个区中间有地下艺术长廊连接。公园内有来自40多个国家和地区的200多件雕塑、浮雕、壁画作品。除了展示雕塑艺术外，该公园还具有休闲娱乐及旅游等功能。比如2004年曾在该公园举办迷笛音乐节。
北京国际雕塑公园东到玉泉路，北到石景山路，西到鲁谷东街，南到鲁谷路。北京国际雕塑公园的东区、西区之间为雕塑园中街以及鲁谷74号院北部。
2002年9月7日，“2002中国北京·国际城市雕塑艺术展”在北京国际雕塑公园开幕，中共中央政治局委员、中共北京市委书记贾庆林和北京市人民政府市长刘淇出席了开幕仪式。该展览由中华人民共和国文化部、北京市人民政府联合主办，首都城市雕塑艺术委员会、北京市规划委员会、北京市文化局、北京市石景山区人民政府承办，分为主题展、专题展两部分，参展作品242件。此前的7月27日，该展览邀请百余位艺术家在北京国际雕塑公园举行开凿仪式。该展览为北京国际雕塑公园迅速筹集了一大批雕塑作品。